# 蜥形副平牙鰕虎鱼
蜥形副平牙鰕虎鱼（学名：Parapocryptes serperaster）为鰕虎鱼科副平牙鰕虎鱼属的鱼类。分布于印度洋北部沿岸、东至印度尼西亚、北至中国以及台湾海峡等，属于热带、亚热带暖水性底层鱼类。其多见于近岸滩涂以及河口附近。该物种的模式产地在澳门。